# Teru Miyamoto
Pour les articles homonymes, voir Miyamoto.
Teru Miyamoto (宮本 輝, Miyamoto Teru) est un écrivain japonais né le 6 mars 1947 à Kōbe, préfecture de Hyōgo.

## Éléments biographiques
Comme Kenji Nakagami ou Haruki Murakami, il appartient à la génération des écrivains japonais nés après la fin de la seconde guerre mondiale et dont l'enfance s'est déroulée pendant les années de reconstruction.
Il fait des études universitaires dans des établissements privés d'Osaka. En 1970, il devient rédacteur publicitaire, emploi qu'il occupe cinq ans. Il commence alors à écrire. Il fréquente un cercle littéraire amateur qui, comme beaucoup d'autres, publie une revue à diffusion limitée (en l'occurrence, celle-là s'appelait « Mes amis »).
Ses deux premiers romans furent publiés, à quelques mois d'intervalle, dans la revue Bungei Tenbô (Perspectives littéraires) en 1977. Un troisième texte, est publié en 1978, Dotonbori gawa, et constitue le troisième volet de la Trilogie des rivières.
Son roman Maboroshi no Hikari (幻の光), publié au Japon en 1979 et inédit en français, a été adapté au cinéma en 1995 par Hirokazu Kore-eda sous le titre Maborosi.

## Liste des œuvres traduites en français
- 1978 : La Rivière aux lucioles (螢川), suivi de Le Fleuve de boue (泥の河), nouvelles traduites par Philippe Deniau, Editions Philippe Picquier, 1991 ; Picquier poche, 1999.
- 1982 : Le Brocart (錦繍), roman épistolaire traduit par Maria Grey, Editions Philippe Picquier, 1994 ; Picquier poche, 1999 (réédition 2018).
- 1986 : Les Gens de la rue des rêves (夢見通りの人々), nouvelles traduites par Philippe Deniau, Editions Philippe Picquier, 1993 ; Picquier poche, 1999.
- 1987 : Un chemin écrasé de chaleur (Atsui michi), dans Jeunesse - Anthologie de nouvelles japonaises contemporaines Tome 1, traduit par Jean-Jacques Tschudin, Éditions du Rocher, 2007.

## Prix
- 1977 Prix Osamu Dazai pour (Doro no Kawa)
- 1978 Prix Akutagawa pour (Hotarugawa)
- 1987 Prix Eiji Yoshikawa de littérature pour Yu-Shun